# Grandes Clássicos Sertanejos - Acústico
Grandes Clássicos Sertanejos - Acústico é o terceiro álbum ao vivo e o terceiro DVD da dupla sertaneja Chitãozinho & Xororó, lançado em 2007 pelo selo Sky Blue Music, sendo o primeiro e único lançamento da dupla pelo selo.
Foi gravado no dia 1 de setembro de 2007, na chácara de Chitãozinho em Jaguariúna, contando com um público de 600 pessoas, entre elas, famosos como: Edson & Hudson, Sandy & Junior e Grupo Tradição, entre outros. Para a gravação quase não foram usadas parafernálias eletrônicas. Ao invés disso, eles procuraram trazer uma grande quantidade de diferentes instrumentos e músicos da melhor qualidade. Para isso, foram usados violões de aço, de nylon, de 12 cordas, banjos, pianos, violas, bandolins, violinos, guitarras e violoncelos.
Assim como o álbum de estúdio Clássicos Sertanejos, lançado pela dupla em 1996, este acústico resgata músicas que fizeram história na música sertaneja, entre elas: "Saudade da Minha Terra", "O Menino da Porteira", "Fio de Cabelo", "Vá pro Inferno com o Seu Amor", entre outros. Inclui também algumas não sertanejas como é o caso de "Chuá, Chuá" (regravação de Maria Bethânia) e "Porque Brigamos" (regravação de Diana), que a dupla lançou como single e também foi regravada por outros artistas sertanejos. Traz também participações especiais do cantor Almir Sater, o violinista Amon Lima, os cantores Zé Ramalho e Lulu Santos e a dupla Zé Henrique & Gabriel. O álbum também conta com uma canção inédita: "Amor de Verão", composta por Xororó.

## Faixas
| Vol. 1 |                                              |                                              |         |  |
| N.º    | Título                                       | Compositor(es)                               | Duração |  |
| 1.     | "Chuá, Chuá"                                 | Pedro de Sá Pereira / Ari Pavão              | 3:52    |  |
| 2.     | "Desde Que Te Vi"                            | Luiz Behamonde / Belmonte                    | 2:23    |  |
| 3.     | "Rio de Lágrimas" (part. Almir Sater)        | Lourival dos Santos / Tião Carreiro / Piraci | 4:07    |  |
| 4.     | "Caipira"                                    | Joel Marques / Macaraí                       | 4:36    |  |
| 5.     | "Castelo de Amor"                            | Creone / Barrerito / Nenzico                 | 2:58    |  |
| 6.     | "Saudade da Minha Terra"                     | Goiá / Belmonte                              | 3:15    |  |
| 7.     | "A História de um Prego" (part. Lulu Santos) | João Pacífico                                | 2:46    |  |
| 8.     | "O Menino da Porteira"                       | Teddy Vieira / Luizinho                      | 2:51    |  |
| 9.     | "Saudade de Matão"                           | Jorge Galatti / A. Silva / Raul Torres       | 2:41    |  |
| 10.    | "O Tropeiro"                                 | Capitão Furtado                              | 4:02    |  |
| 11.    | "Porque Brigamos (I Am… I Said)"             | Neil Daiamond - Versão: Rossini Pinto        | 4:03    |  |

| Vol. 2 |                                               |                                                   |         |  |
| N.º    | Título                                        | Compositor(es)                                    | Duração |  |
| 1.     | "Brincar de Ser Feliz" (part. Amon Lima)      | Maria da Paz / Nino                               | 4:05    |  |
| 2.     | "Faz um Ano"                                  | Miltinho Rodrigues                                | 3:37    |  |
| 3.     | "Cavalo Enxuto" (part. Zé Henrique & Gabriel) | Moacyr dos Santos / Lourival dos Santos           | 3:09    |  |
| 4.     | "No Rancho Fundo"                             | Ary Barroso / Lamartine Babo                      | 4:11    |  |
| 5.     | "Llegada (Instrumental)"                      | Darci Garcia                                      | 1:22    |  |
| 6.     | "Ela Fez Minha Cabeça"                        | Constantino Mendes / José Homero                  | 3:05    |  |
| 7.     | "Fio de Cabelo"                               | Marciano / Darci Rossi                            | 2:52    |  |
| 8.     | "Chitãozinho e Xororó"                        | Serrinha / Athos Campos                           | 3:15    |  |
| 9.     | "Sinônimos" (part. Zé Ramalho e Amon Lima)    | César Augusto / Cláudio Noam / Paulo Sérgio Valle | 5:10    |  |
| 10.    | "Vá pro Inferno com o Seu Amor"               | Meirinho                                          | 3:36    |  |
| 11.    | "Obras de Poeta (Os Passarinhos)"             | Vital / Chico Lau                                 | 3:54    |  |
| 12.    | "Amor de Verão"                               | Xororó                                            | 4:06    |  |

| DVD |                                               |                                                   |         |  |
| N.º | Título                                        | Compositor(es)                                    | Duração |  |
| 1.  | "Saudade da Minha Terra"                      | Goiá / Belmonte                                   | 3:15    |  |
| 2.  | "Obras de Poeta (Os Passarinhos)"             | Vital / Chico Lau                                 | 3:54    |  |
| 3.  | "Faz um Ano"                                  | Miltinho Rodrigues                                | 3:37    |  |
| 4.  | "Desde Que Te Vi"                             | Luiz Behamonde / Belmonte                         | 2:23    |  |
| 5.  | "Caipira"                                     | Joel Marques / Macaraí                            | 4:36    |  |
| 6.  | "Castelo de Amor"                             | Creone / Barrerito / Nenzico                      | 2:58    |  |
| 7.  | "Rio de Lágrimas" (part. Almir Sater)         | Lourival dos Santos / Tião Carreiro / Piraci      | 4:07    |  |
| 8.  | "Brincar de Ser Feliz" (part. Amon Lima)      | Maria da Paz / Nino                               | 4:05    |  |
| 9.  | "Sinônimos" (part. Zé Ramalho e Amon Lima)    | César Augusto / Cláudio Noam / Paulo Sérgio Valle | 5:10    |  |
| 10. | "Saudade de Matão"                            | Jorge Galatti / A. Silva / Raul Torres            | 2:41    |  |
| 11. | "Fio de Cabelo"                               | Marciano / Darci Rossi                            | 2:52    |  |
| 12. | "Porque Brigamos (I Am… I Said)"              | Neil Daiamond - Versão: Rossini Pinto             | 4:03    |  |
| 13. | "Chitãozinho e Xororó"                        | Serrinha / Athos Campos                           | 3:15    |  |
| 14. | "No Rancho Fundo"                             | Ary Barroso / Lamartine Babo                      | 4:11    |  |
| 15. | "Chuá, Chuá"                                  | Pedro de Sá Pereira / Ari Pavão                   | 3:52    |  |
| 16. | "A História de um Prego" (part. Lulu Santos)  | João Pacífico                                     | 2:46    |  |
| 17. | "O Tropeiro"                                  | Capitão Furtado                                   | 4:02    |  |
| 18. | "Cavalo Enxuto" (part. Zé Henrique & Gabriel) | Moacyr dos Santos / Lourival dos Santos           | 3:09    |  |
| 19. | "O Menino da Porteira"                        | Teddy Vieira / Luizinho                           | 2:51    |  |
| 20. | "Llegada (Instrumental)"                      | Darci Garcia                                      | 1:22    |  |
| 21. | "Ela Fez Minha Cabeça"                        | Constantino Mendes / José Homero                  | 3:05    |  |
| 22. | "Vá pro Inferno com o Seu Amor"               | Meirinho                                          | 3:36    |  |
| 23. | "Amor de Verão (Extra)"                       | Xororó                                            | 4:06    |  |